# Shuturumbe
Shuturumbe es un caserío peruano ubicado en el distrito de Lalaquiz, perteneciente a la provincia de Huancabamba del departamento de Piura, al norte del Perú. 

## Ubicación
Shuturumbe se ubica al noroeste de la provincia de Huancabamba, en el distrito de Lalaquiz, en el departamento de Piura.

## Demografía
En 2017 Shuturumbe tenía una población de 103 habitantes.
| Gráfica de evolución demográfica de Shuturumbe entre 1993 y 2017 |
|                                                                  |
| Fuentes: Población 1993 y 2017                                   |